# Президентские выборы в Абхазии (2004)
В конце 2004 года в Абхазии были проведены президентские выборы, которые поставили республику на грань раскола и гражданской войны. Однако, в результате вмешательства России между противоборствующими сторонами был достигнут компромисс, и после проведения повторных выборов президентом Абхазии был избран Сергей Багапш.

## Кандидаты
Ещё за полтора месяца до выборов Владислав Ардзинба, возглавлявший Абхазию последние 12 лет (с 1990 г. в качестве председателя Верховного совета, а с 1994 по 2004 г. — президента непризнанной республики), заявил, что своим преемником он хотел бы видеть премьер-министра Абхазии Рауля Хаджимбу. Как и Ардзинба, тот выступал за максимальное сближение Абхазии с Россией и отказывался рассматривать какие-либо варианты её вхождения в состав Грузии.
59-летний Владислав Ардзинба, с именем которого связано фактическое отделение Абхазии от Грузии и исход грузинского населения из Абхазии, оказался вынужденным покинуть политическую арену в связи с тяжёлой болезнью — нарушением мозгового кровообращения, которое приковало его к инвалидной коляске.
В середине 1980-х годов Хаджимба учился на высших курсах КГБ СССР в Минске, затем служил в органах безопасности Ткварчельского района Абхазии. В 1992—1993 годах он участвовал в грузино-абхазском конфликте, за что получил высшую абхазскую награду — орден Леона. В 1999—2001 годах он возглавлял службу безопасности Абхазии, затем совмещал посты первого зампреда правительства и министра обороны. Премьер-министром Хаджимба стал в 2003 году. Хаджимба высказывался за валютный и таможенный союз Абхазии с Россией, осуществление скоординированной политики в области обороны и безопасности при сохранении Абхазией независимого статуса.
Другими кандидатами являлись бывший министр иностранных дел Абхазии Сергей Шамба, бывший премьер-министр Абхазии Анри Джергения, председатель Народной партии Якуб Лакоба, а также глава абхазской энергетической компании «Черноморэнерго» Сергей Багапш.
Сергей Багапш рассматривался как основной соперник Хаджимбы. СМИ обвиняли его в прогрузинских симпатиях, что было связано с именем его супруги — грузинки Марины Шония. Во время грузино-абхазской войны Багапш был зампредом правительства Абхазии, затем выполнял функции её представителя в Москве (1992—1997). Занимал пост премьер-министра в 1997—1999 годы. После отставки возглавил компанию «Черноморэнерго». На выборах 2004 года Багапша поддержала часть интеллектуальной и чиновничьей элиты республики (движение «Единая Абхазия»), а также влиятельнейшая «Амцахара» («Родовые огни» — движение ветеранов войны с Грузией). Сергей Багапш говорил о «необходимости менять авторитаризм, существующий в республике вот уже 11 лет». Он видел Абхазию независимым государством с «углублённой интеграцией российской экономики в абхазскую на взаимовыгодных условиях».

## Результаты выборов
Результаты президентских выборов в Абхазии, прошедших 3 октября 2004 года, оказались неожиданными для многих участников и наблюдателей и привели к расколу как внутри правящей элиты, так и среди широких слоев населения.
Рауль Хаджимба — кандидат, пользовавшийся поддержкой действующего президента Ардзинбы и российского руководства, потерпел сокрушительное поражение. После нескольких дней колебаний Центральная избирательная комиссия лишь 11 октября признала выборы состоявшимися и заявила, что президентом Абхазии избран Сергей Багапш.
За Багапша, по данным ЦИК, проголосовали 43 тысячи 336 избирателей, что составило 50,08 % от принявших участие в выборах жителей Абхазии. За Рауля Хаджимбу было подано 30 815 голосов (32 %). Сергей Шамба получил 6,5 %; Анри Джергения — 2,5 %; Якуб Лакоба — 0,5 %.
Председатель ЦИК сразу после этого заявления подал в отставку, объявив, что решение ЦИК принято под давлением сторонников Сергея Багапша. Демонстрации протеста багапшистов перед зданием ЦИК были вызваны нежеланием официальных абхазских СМИ признать победу Багапша в первом туре, в то время как в российских СМИ назывались совершенно не соответствующие действительности данные голосования, из которых следовало, что выборы выиграл Хаджимба.
Вице-президент Валерий Аршба, спикер парламента Нугзар Ашуба, генеральный прокурор республики Рауф Коруа и председатель Верховного суда Алла Авидзба фактически приняли сторону Сергея Багапша. Вскоре после этого Ардзинба внес на рассмотрение парламента предложение об освобождении генпрокурора от должности, а председатель Верховного суда сама подала в отставку.
О своём нейтралитете заявили руководители министерств обороны, внутренних дел и Службы государственной безопасности Абхазии.
Ардзинба назвал решение ЦИК «неправовым и абсурдным» и обвинил Грузию в осуществлении «ползучего переворота» в Абхазии. Между тем грузинский госминистр по урегулированию конфликтов Георгий Хаиндрава заявил, что Грузия, не признавая законности прошедших выборов, всё равно будет вести переговоры с тем человеком, кто де-факто управляет Абхазией.
По заявлениям оппозиционных сил Абхазии, во время голосования было допущено большое количество нарушений, и больше всего — в сельской местности. По информации главный редактор газеты «Деловая Абхазия» Кристиана Бжания, зафиксированы случаи выдачи фальшивых  отрывных листов. Также со слов журналиста, военные Абхазии развозились между воинскими частями, где они голосовали по несколько раз подряд. 
Кандидат Сергей Багапш в интервью «Полит.Ру» заявил, что предвыборная кампания проводилась с серьёзными нарушениями. В Лиге «За честные выборы» изданию сообщили, что не могут подтвердить или опровергнуть заявления Бжания. По поводу международных наблюдателей сложилась неоднозначная ситуация — российские СМИ утверждали, что на выборах они присутствовали, и никаких нарушений не заметили. Агентство РБК сообщило, что международных наблюдателей там вообще не было, присутствовали только представители Нагорного Карабаха, Приднестровья и Южной Осетии.

## Новый премьер-министр
В то же время Ардзинба ещё 6 октября освободил Рауля Хаджимбу с поста премьер-министра и назначил на его место Нодара Хашбу, сотрудника Министерства по чрезвычайным ситуациям России, бывшего мэра Сухуми, одного из основателей движения «Единая Абхазия», вскоре отошедшего от руководства этой организацией.
53-летний Нодар Хашба в 1979—1984 годах работал заведующим отделом рабочей молодежи обкома комсомола Абхазской АССР. В 1992—1994 годах занимал пост мэра Сухуми. В 1993 году был заместителем председателя совета министров Абхазии. В 1993 году возглавлял объединённую комиссию по урегулированию конфликта в Абхазии с абхазской стороны (с российской стороны комиссию возглавлял председатель Госкомитета по чрезвычайным ситуациям Сергей Шойгу). В 1994 году после конфликта с президентом Владиславом Ардзинбой переехал в Россию и был принят на работу в МЧС РФ. До последнего времени являлся заместителем начальника департамента инвестиций и эксплуатации основных фондов МЧС РФ.
По мнению наблюдателей, назначение Хашбы было произведено по рекомендации российского руководства. Задача, которая ставилась перед ним, — постараться заполнить вакуум власти, исправить ситуацию в Абхазии, направить её в «правильное» русло.
Новый премьер сменил руководство государственного телевидения и ввёл цензуру, запретив передавать в эфире какие-либо материалы про кандидатов, кроме «сухой констатации фактов». Однако поскольку государственное телевидение находилось под контролем сторонников Хаджимбы, это означало информационный перекос в сторону официального преемника. Дальнейшие действия Хашбы со всей очевидностью показали, что он стремится вынудить сторонников Багапша согласиться на проведение второго тура, оспорив его победу в первом туре. Поскольку во втором туре на каждом избирательном участке оказалось бы по два наблюдателя от кандидатов (а не по пять, как в первом туре), то в сочетании с зависимыми от власти избиркомами (они составлялись, как правило, из работников школ) это дало бы, как опасались багапшисты, широкие возможности для подтасовок в пользу Хаджимбы.

## Кризис власти
14 октября в Сухуми прошел общенациональный сход граждан, организованный сторонниками Сергея Багапша. Участники схода проголосовали за обращение к президенту России, в котором подчеркивается, что «пророссийская ориентация Абхазии — это выбор её народа, а не заслуга отдельных руководителей».
26 октября судебная коллегия Верховного суда Абхазии приняла решение создать комиссию для подсчёта результатов голосования по выборам главы республики, в которую войдут по одному представителю от Рауля Хаджимбы и Сергея Багапша, а также от ЦИКа.
28 октября вечером Верховный суд объявил выборы состоявшимися и назвал победителя — Сергея Багапша. Но в ночь на 29 октября в здание суда ворвались сторонники Хаджимбы и вынудили суд отменить прежнее решение и вынести новое, которым признаётся необходимым провести повторные выборы.
29 октября Ардзинба подписал указ, которым поручил ЦИК провести повторные выборы в течение 60 дней.
30 октября сторонники Багапша заняли здание Абхазской государственной телерадиокомпании. Багапш заявил, что ЦИК и Верховный суд, которые подверглись силовому давлению, фактически перестали функционировать. Его сторонники выразили надежду, что конфликтную ситуацию сможет урегулировать парламент (где оппозиция преобладала еще со времени выборов 2002 года). Однако сторонники Рауля Хаджимбы заблокировали здание парламента, лишив депутатов возможности провести внеочередное заседание, и в течение двух недель удерживали захваченные помещения.

## Консультации в Москве
В начале ноября Багапш и Хаджимба были вызваны для консультаций в Москву, где с ними провели переговоры представители российского Совета безопасности. Выяснилось, что Россия продолжает поддерживать Хаджимбу. Вернувшись в Абхазию, Багапш заявил, что не уступит требованиям Москвы провести повторные выборы и угрозам перекрыть российско-абхазскую границу в случае его отказа, но предложил Хаджимбе пост в своём правительстве.

## Кровопролитие
12 ноября сторонники Сергея Багапша взяли штурмом и передали под контроль силовых структур комплекс правительственных зданий — здание бывшего Абхазского областного комитета КПСС, где все годы независимости работало высшее руководство республики (администрация президента и кабинет министров). При захвате от случайного выстрела погибла 78-летняя учёная, доктор филологических наук и известная правозащитница Тамара Шакрыл. (Сторонники Багапша, штурмовавшие здание, располагали численным перевесом, но были безоружны, в то время как стрельбу открыли вооружённые охранники). В результате хаджимбисты были изгнаны из удерживаемого ими помещения парламента, а сотрудники-багапшисты (включая вице-президента), которых приверженцы Хаджимбы не пускали на рабочие места, вновь получили доступ в здание.
Президент Абхазии Владислав Ардзинба и премьер-министр Нодар Хашба объявили события 12 ноября попыткой государственного переворота. Армия Абхазии была приведена в повышенную готовность. Действующий премьер-министр Нодар Хашба перевёл свой аппарат в один из санаториев на окраине Сухуми. Санаторий охраняли подразделения СОГВ Абхазии — службы органов государственной власти.

## Россия оказывает давление
Сторонники Рауля Хаджимбы, от лица российских граждан, проживающих в Абхазии, обратились к руководству России с просьбой о защите и покровительстве, утверждая, что захват правительственных зданий в Сухуме осуществлен по сценарию грузинских спецслужб.
Представитель МИД РФ в ответ предупредил, что российская сторона будет вынуждена принимать меры по защите своих интересов, если ситуация в Абхазии будет развиваться по противоправному пути. Это заявление вызвало бурный протест МИД Грузии, которое объявило его попыткой вмешательства РФ во внутренние дела грузинского государства.
Грузия также обвинила Россию в грубом нарушении мандата миротворческих сил в Абхазии, которое, по утверждению Грузии, выразилось в передислокации подразделения российских миротворческих сил из Гальского района Абхазии в Сухуми для контроля дорог вокруг абхазской столицы. Командование российских миротворцев ответило, что в Сухуми отправлены лишь два бронетранспортёра для усиления охраны штаба коллективных сил по поддержанию мира.
Тбилиси, призвав Россию воздержаться от вмешательства во внутренние дела Грузии, одновременно обратился к странам — членам группы «Друзья Генсека ООН по Грузии» и международному сообществу с просьбой дать оценку намерениям РФ и поддержать суверенитет и территориальную целостность Грузии, намекая на возможность перехода от мирного решения конфликта к введению экономических санкций, а затем и силовому решению. Однако спецпредставитель Генерального секретаря ООН в Грузии
Хайди Тальявини заявила, что ООН не пойдёт на меры принуждения в отношении Абхазии.
17 ноября большинство сотрудников МВД Абхазии отказались подчиняться правительству Нодара Хашбы и обвинили правительство в дестабилизации обстановки и дезинформации российского руководства о положении в республике. Тем самым МВД фактически перешло на сторону Сергея Багапша.
Сухуми фактически полностью контролировался сторонниками абхазской оппозиции. Улицы совместно с сотрудниками милиции патрулировали члены военизированной организации «Амцахара», объединяющей ветеранов грузино-абхазской войны 1992—1993 годов и поддерживающей Сергея Багапша. Большая часть населенных пунктов Абхазии также перешла под контроль сторонников Багапша, за исключением Пицунды и Ткварчели, где располагались вооруженные отряды хаджимбистов.
Тем временем Россия прекратила круглосуточный пропуск людей и товаров из Абхазии через участок границы на реке Псоу, разрешив его только в дневное время. Кроме того, было приостановлено железнодорожное сообщение Абхазии с Россией, открытое накануне выборов.
18 ноября парламент Абхазии (на заседании присутствовало 20 из 35 депутатов, то есть почти все депутаты-оппозиционеры) отказался удовлетворить представление действующего президента Ардзинбы и уволить генерального прокурора Рауфа Коруа, а также поддержал захват правительственных зданий сторонниками Сергея Багапша.
23 ноября совет старейшин Абхазии признал победу Сергея Багапша на выборах президента республики. Совет старейшин Абхазии не является конституционным органом, но его авторитет здесь очень велик. Тем более что на этот раз в совете старейшин были представлены все абхазские села, так что это мероприятие было чем-то средним между советом старейшин и всеобщим сходом абхазского народа.
Старейшины пришли к выводу, что Багапш набрал большее количество голосов и должен стать президентом Абхазии. В то же время старейшины дали поручение обоим кандидатам примирить своих сторонников и работать вместе в одной команде. Сергей Багапш тут же заявил, что он готов предоставить Раулю Хаджимбе высокий пост в руководстве. Ранее Раулю Хаджимбе было предложено стать вице-президентом или премьер-министром республики, но он от этих предложений отказался.
В тот же день губернатор Краснодарского края Александр Ткачёв, утверждая, что он выражает линию российского руководства, заявил, что если Абхазия не пойдёт на проведение повторных выборов до 6 декабря, то Россия готова прекратить выплату пенсий жителям Абхазии, приостановить оказание финансовой и гуманитарной помощи и полностью закрыть границу для перемещения товаров (цитрусовые из Абхазии) и людей (российские отдыхающие в Абхазию) — до тех пор, пока там не будет урегулирован политический кризис.
Багапш назвал слова краснодарского губернатора «шантажом и политической провокацией», однако уже 2 декабря, незадолго до планировавшейся инаугурации избранного президента Сергея Багапша, угрозы были приведены в исполнение. Ввоз цитрусовых через границу был заблокирован, железнодорожное сообщение между Сухуми и Сочи прервано, выплата пенсий более чем 25 тысячам российских граждан в Абхазии прекращена (под предлогом, что эти деньги могут быть использованы неназванными силами для закупки оружия и захвата власти).
Ещё 30 ноября в Сухуми прибыла большая группа сотрудников правоохранительных органов России, возглавлявшаяся первым заместителем генерального прокурора Владимиром Колесниковым, помощником председателя правительства Геннадием Букаевым и первым заместителем министра внутренних дел Александром Чекалиным. Вместе с ними непризнанную республику посетили юристы российского Центризбиркома. По всей видимости, этот визит был заранее спланирован и согласован с действующим премьер-министром Абхазии Нодаром Хашбой.
Министр иностранных дел Грузии Саломэ Зурабишвили назвала их приезд неприкрытым вмешательством в дела Грузии.

## Достигнут компромисс
В результате переговоров, длившихся несколько дней, была достигнута договорённость о проведении в январе 2005 года новых выборов, в которых Багапш должен был баллотироваться в президенты, а Хаджимба — в вице-президенты. Багапш отстоял своего кандидата в премьеры: правительство Абхазии после выборов возглавил его ближайший соратник Александр Анкваб. Избранный вице-президентом Станислав Лакоба, по сути уступивший своё место Раулю Хаджимбе, получил пост главы Совета Безопасности Абхазии.
Соглашение «О мерах по достижению национального согласия в Республике Абхазия» оформлено письменно, свои подписи под ним поставили Багапш и Хаджимба, а также действующий президент Владислав Ардзинба, премьер-министр Нодар Хашба, спикер парламента Нугзар Ашуба; в качестве гарантов — российские посредники: вице-спикер Госдумы от фракции «Родина» Сергей Бабурин и первый заместитель генерального прокурора России Владимир Колесников.
Сергей Багапш заявил, что, поставив свою подпись под этим документом, он исходил из того, что в любом другом случае в Абхазии было бы фактическое двоевластие — два президента, два премьера, два правительства. Каждый издавал бы свои указы, свои распоряжения, которые никто не станет выполнять.
Другим важным аргументом он считал тот факт, что Абхазия в начале декабря 2004 года оказалась на грани гражданской войны. Благодаря взаимным уступкам эта опасность была отведена.
Уже днём 7 декабря несколько тысяч противостоявших друг другу вооружённых сторонников Багапша и Хаджимбы были в основном выведены из Сухуми, оцепление с правительственных зданий и парламента было снято, в городе открылись рестораны и магазины.
Ожидалось, что реальную конкуренцию Багапшу и Хаджимбе может составить Сергей Шамба, которого могут поддержать окружение президента Абхазии Владислава Ардзинбы и российское руководство. 14 декабря Шамба был назначен вице-премьером правительства Абхазии и министром иностранных дел (он уже возглавлял абхазский МИД с 1997 по 2004 годы, но подал в отставку накануне выборов).
Ранее Сергей Шамба высказывался в пользу полной независимости Абхазии — как от России, так и от Грузии, за выход Абхазии из рублёвой зоны и введение в республике собственной валюты. Он также считается сторонником идеи возвращения из Турции и арабских стран сотен тысяч «махаджиров», покинувших Абхазию в XIX веке во времена Кавказской войны.

## Окончательные итоги выборов
На выборах 12 января 2005 года убедительную победу одержал тандем Сергей Багапш — Рауль Хаджимба.
12 февраля 2005 года состоялась инаугурация Сергея Багапша в качестве второго президента Абхазии.